# Túlio Lustosa Seixas Pinheiro
Túlio Lustosa Seixas Pinheiro (Brasília, 25 april 1976) is een Braziliaans voetballer.

## Carrière
Túlio speelde tussen 1995 en 2010 voor Goiás, Al-Hilal, Botafogo, Oita Trinita, Corinthians en Grêmio. Hij tekende in 2011 bij Figueirense.